# Seymour, Outagamie County, Wisconsin (town)
Seymour är en kommun (town) i Outagamie County i delstaten Wisconsin, USA. Den gränsar till stadskommunen Seymour (city).